# Клергутт
Клергу́тт, Клерґутт (фр. Clairegoutte) — муніципалітет у Франції, у регіоні Бургундія-Франш-Конте, департамент Верхня Сона. Населення — 349 осіб (01.01.2021).
Муніципалітет розташований на відстані близько 350 км на південний схід від Парижа, 65 км на північний схід від Безансона, 36 км на схід від Везуля.

## Демографія
Динаміка населення (INSEE ):
Розподіл населення за віком та статтю (2006):
| Стать | Всього | До 15 років | 15-24 | 25-44 | 45-64 | 65-85 | Понад 85 |
| --- | ------ | ----------- | ----- | ----- | ----- | ----- | -------- |
| Чоловіки | 236    | 52          | 36    | 76    | 48    | 24    | 0        |
| Жінки | 208    | 40          | 32    | 56    | 56    | 24    | 0        |
| \| Статево-вікова піраміда \| Статево-вікова піраміда \| Статево-вікова піраміда \| \| ----------------------- \| ----------------------- \| ----------------------- \| \| Чоловіки \| Вік \| Жінки \| \| 0 \| 85 + \| 0 \| \| 0 \| 80-84 \| 8 \| \| 8 \| 75-79 \| 4 \| \| 12 \| 70-74 \| 12 \| \| 4 \| 65-69 \| 0 \| \| 16 \| 60-64 \| 16 \| \| 8 \| 55-59 \| 16 \| \| 0 \| 50-54 \| 12 \| \| 24 \| 45-49 \| 12 \| \| 28 \| 40-44 \| 20 \| \| 24 \| 35-39 \| 16 \| \| 24 \| 30-34 \| 12 \| \| 0 \| 25-29 \| 8 \| \| 8 \| 20-24 \| 4 \| \| 28 \| 15-20 \| 28 \| \| 20 \| 10-14 \| 20 \| \| 20 \| 5-9 \| 4 \| \| 12 \| 0-4 \| 16 \| |        |             |       |       |       |       |          |
| Статево-вікова піраміда |        |             |       |       |       |       |          |
| Чоловіки | Вік    | Жінки       |       |       |       |       |          |
| 0 | 85 +   | 0           |       |       |       |       |          |
| 0 | 80-84  | 8           |       |       |       |       |          |
| 8 | 75-79  | 4           |       |       |       |       |          |
| 12 | 70-74  | 12          |       |       |       |       |          |
| 4 | 65-69  | 0           |       |       |       |       |          |
| 16 | 60-64  | 16          |       |       |       |       |          |
| 8 | 55-59  | 16          |       |       |       |       |          |
| 0 | 50-54  | 12          |       |       |       |       |          |
| 24 | 45-49  | 12          |       |       |       |       |          |
| 28 | 40-44  | 20          |       |       |       |       |          |
| 24 | 35-39  | 16          |       |       |       |       |          |
| 24 | 30-34  | 12          |       |       |       |       |          |
| 0 | 25-29  | 8           |       |       |       |       |          |
| 8 | 20-24  | 4           |       |       |       |       |          |
| 28 | 15-20  | 28          |       |       |       |       |          |
| 20 | 10-14  | 20          |       |       |       |       |          |
| 20 | 5-9    | 4           |       |       |       |       |          |
| 12 | 0-4    | 16          |       |       |       |       |          |

## Економіка
2010 року серед 269 осіб працездатного віку (15—64 років) 197 були активними, 72 — неактивними (показник активності 73,2%, у 1999 році було 69,5%). З 197 активних мешканців працювала 171 особа (96 чоловіків та 75 жінок), безробітними було 26 (10 чоловіків та 16 жінок). Серед 72 неактивних 20 осіб було учнями чи студентами, 23 — пенсіонерами, 29 були неактивними з інших причин.

У 2010 році в муніципалітеті числилось 170 оподаткованих домогосподарств, у яких проживали 435,5 особи, медіана доходів виносила 17 179 євро на одного особоспоживача

## Галерея зображень

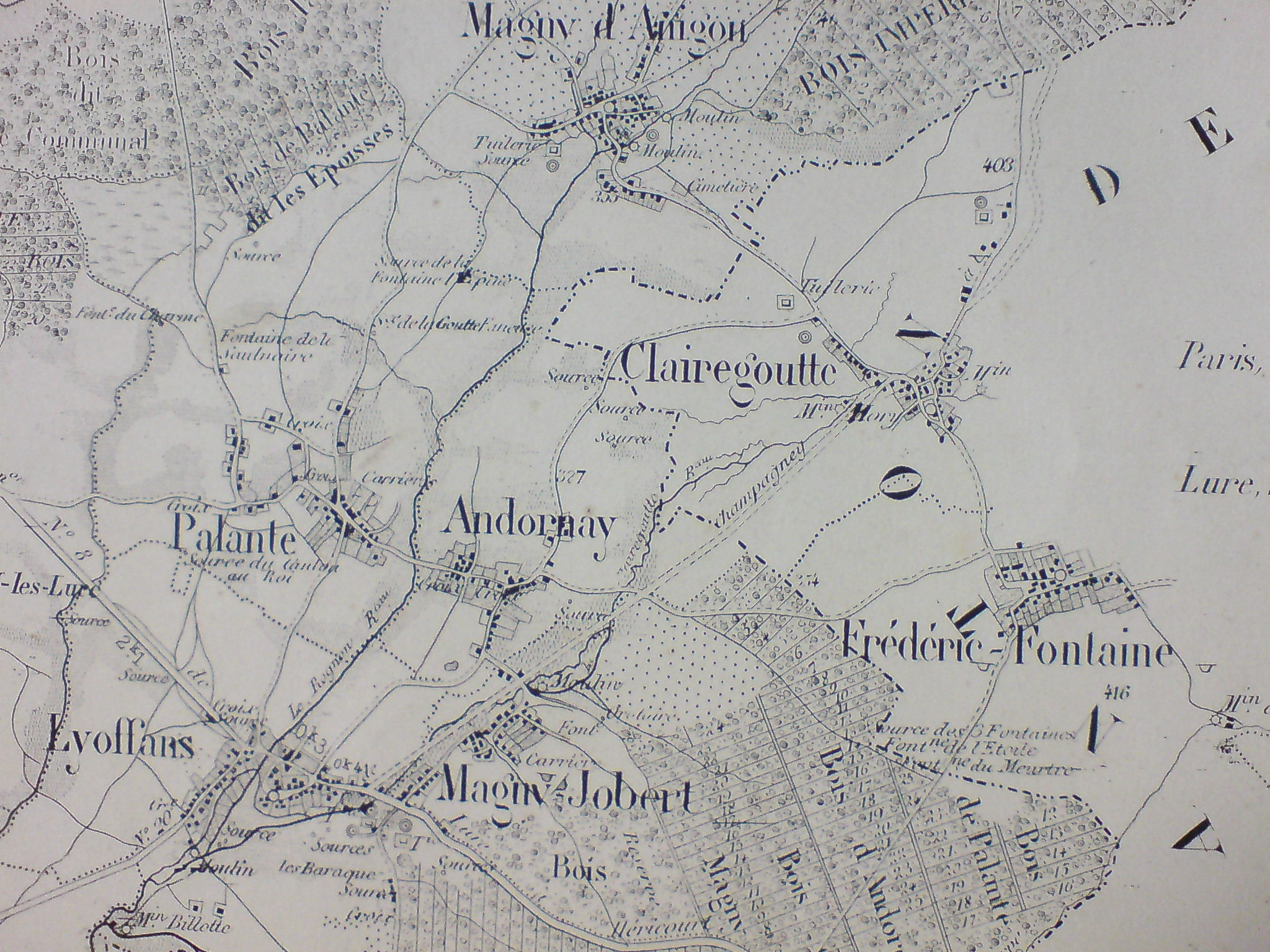
Клергутт на карті 1884 року
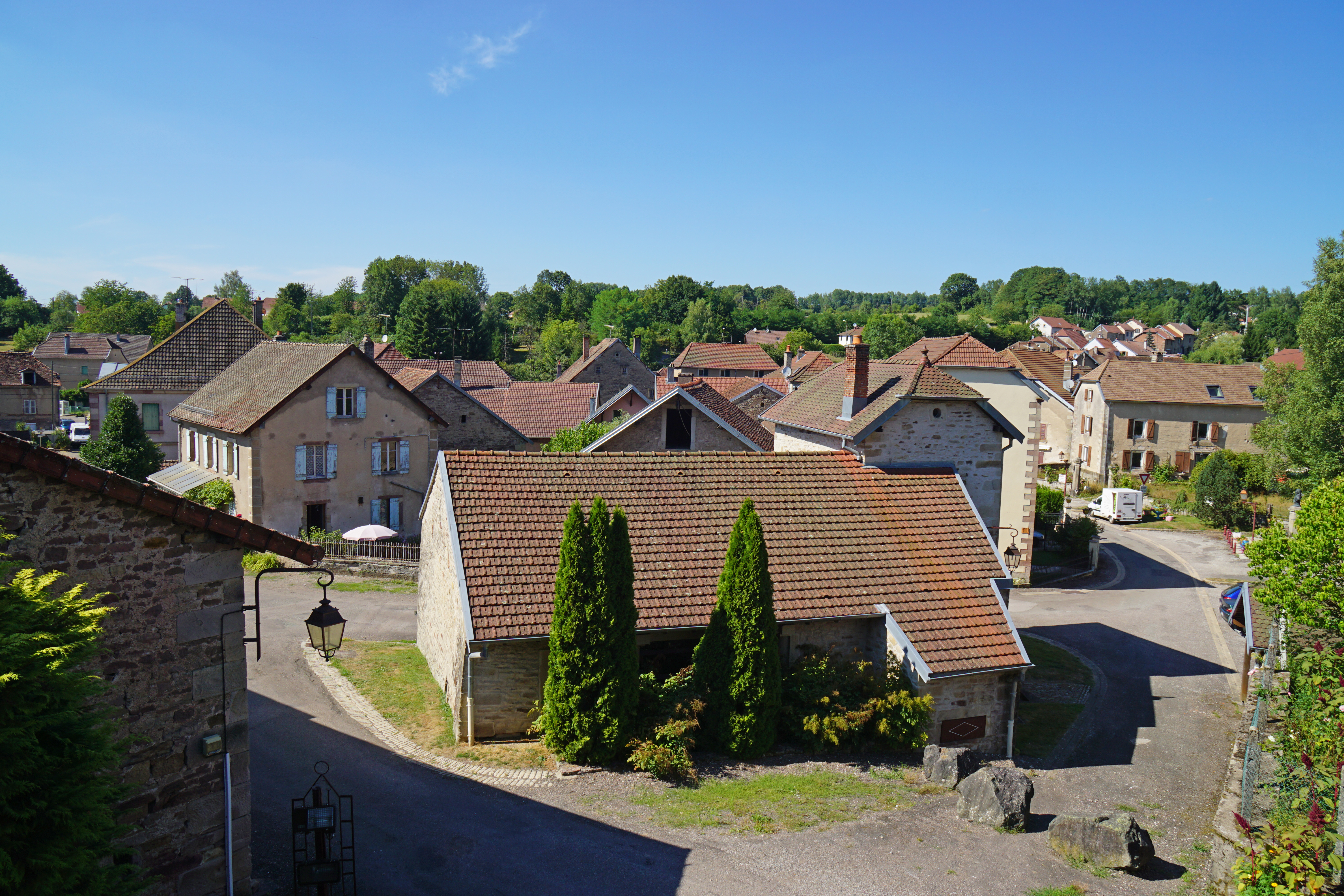
Центр села, вид із церкви
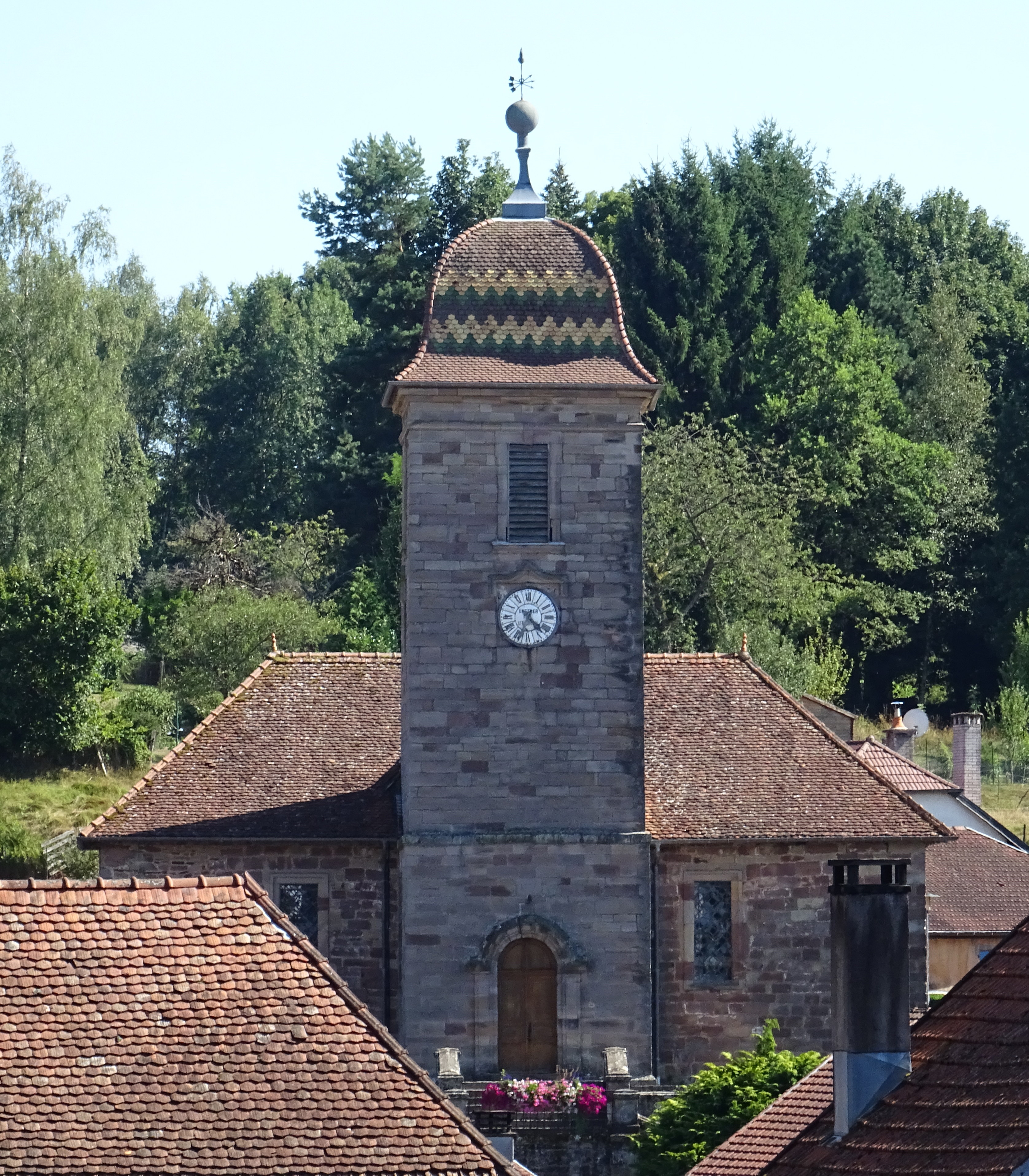
Протестантська церква
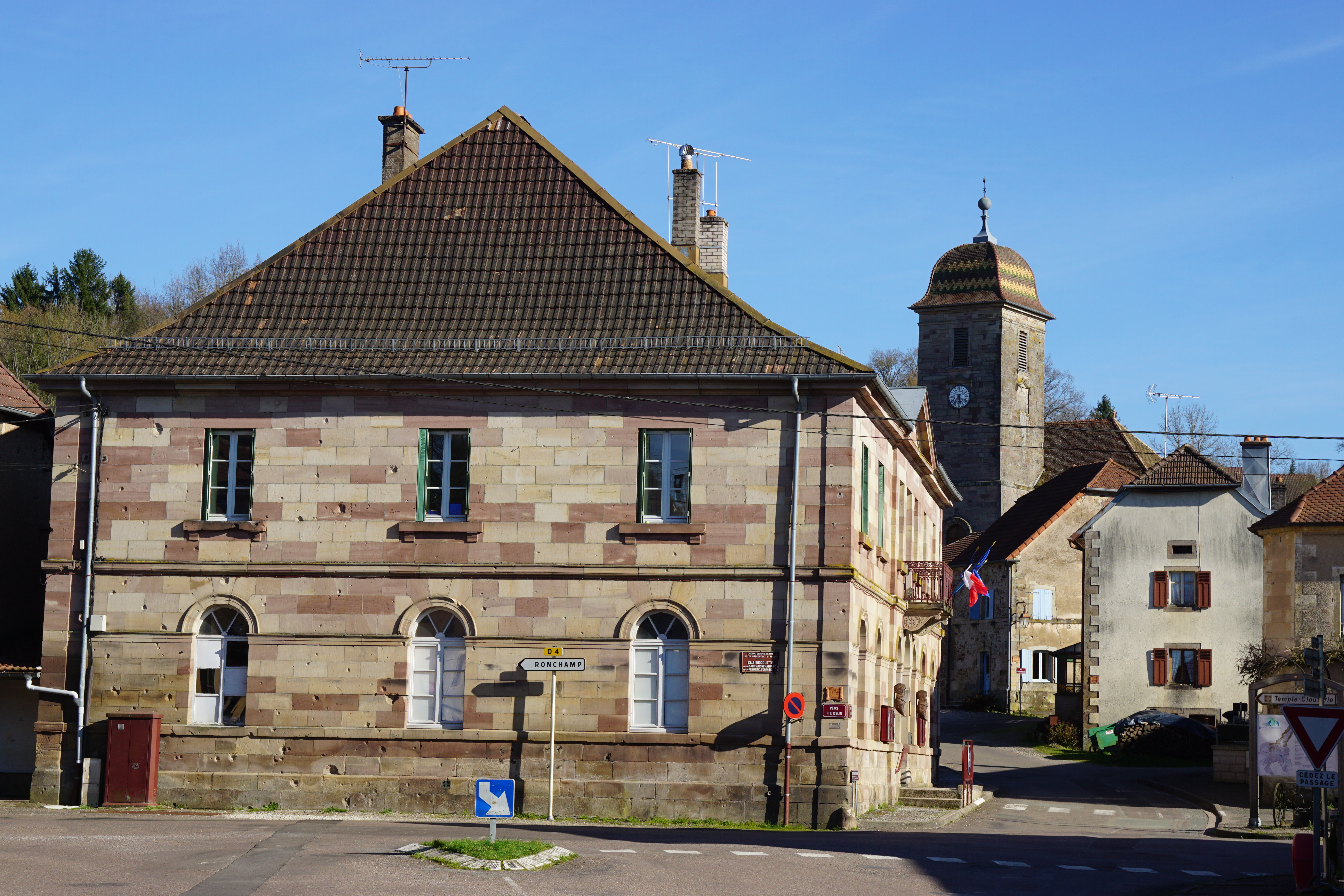
Мерія
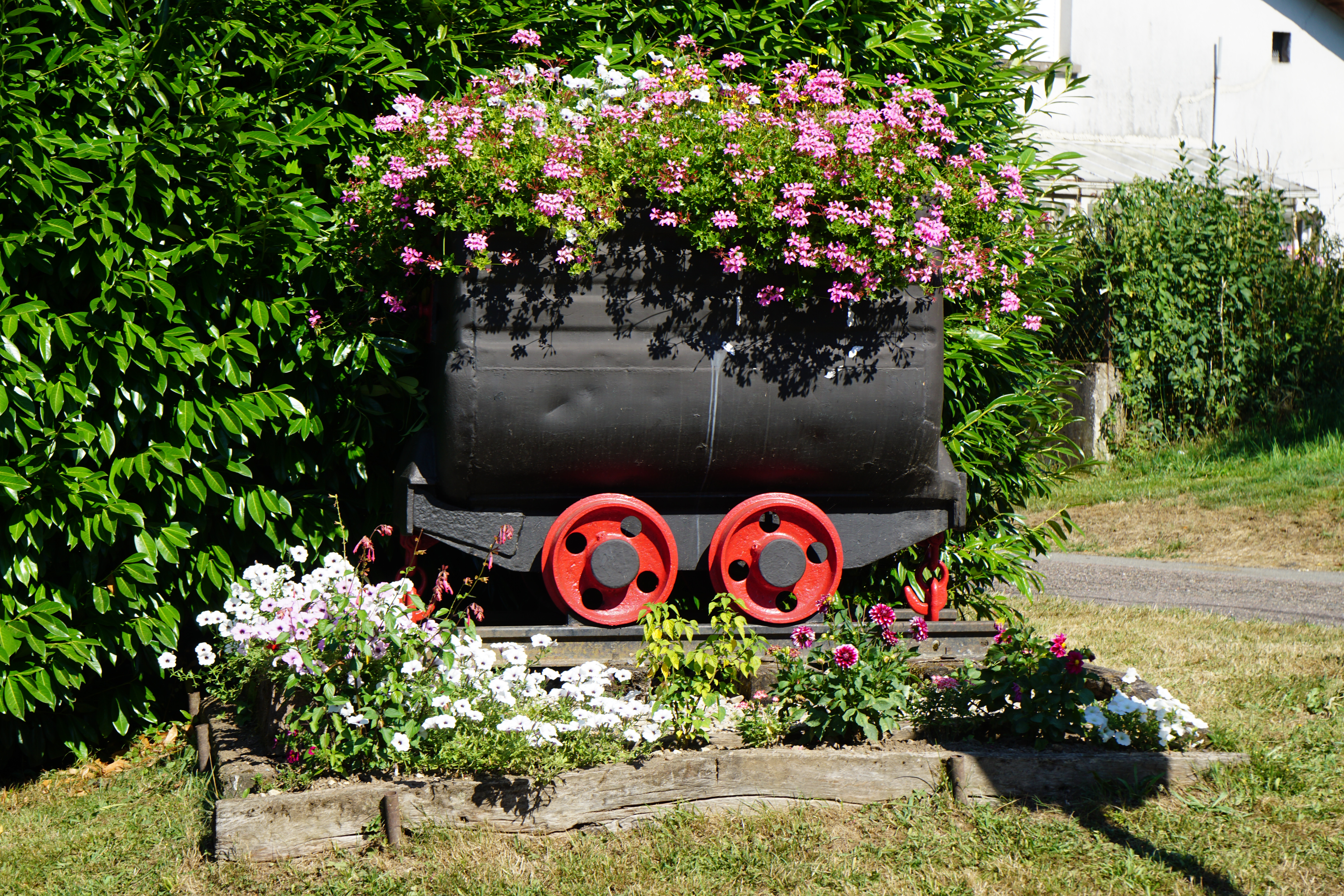
Пам’ятник гірникам
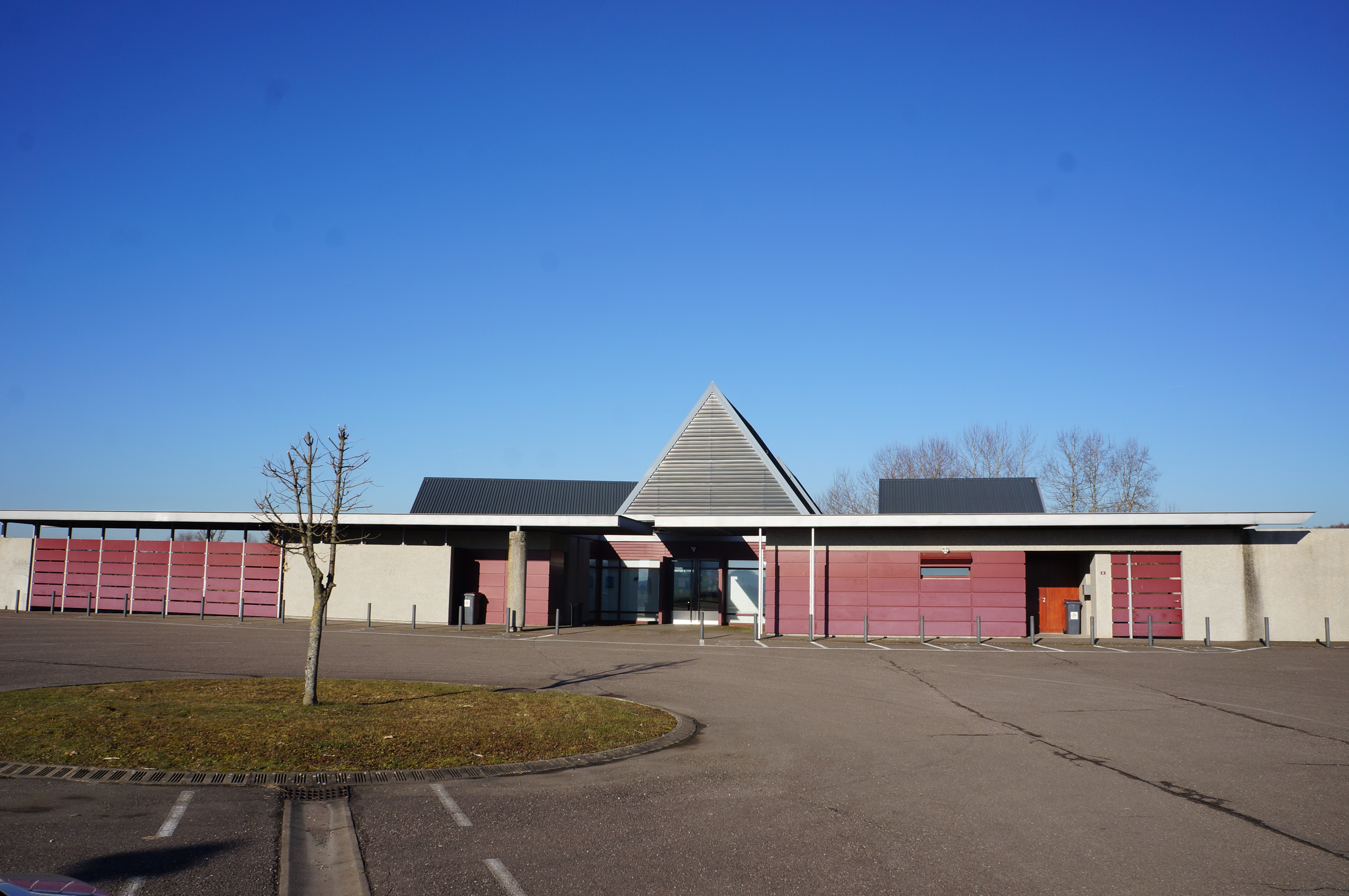
Освітній центр
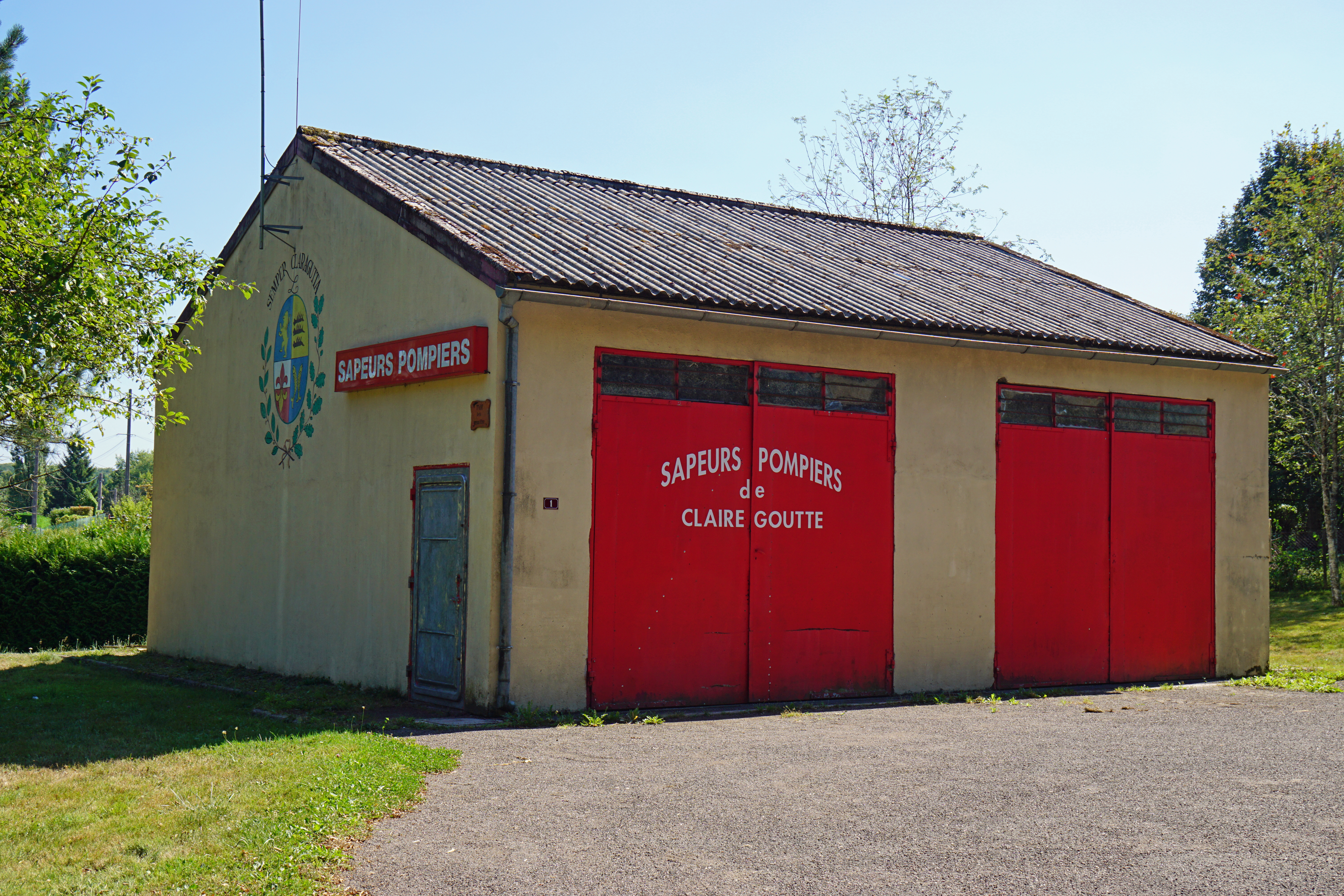
Пожежна частина
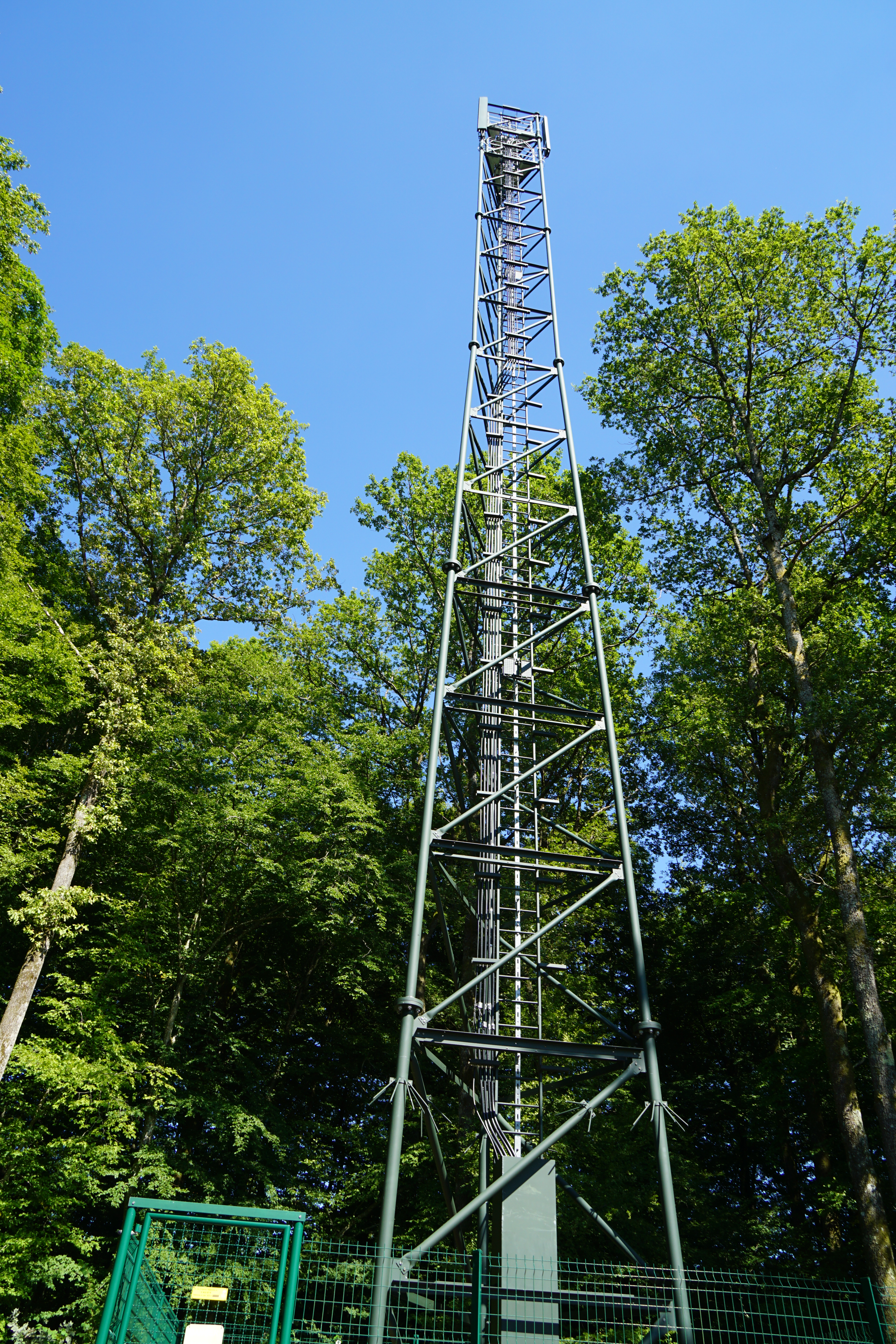
Телекомунікаційна вишка
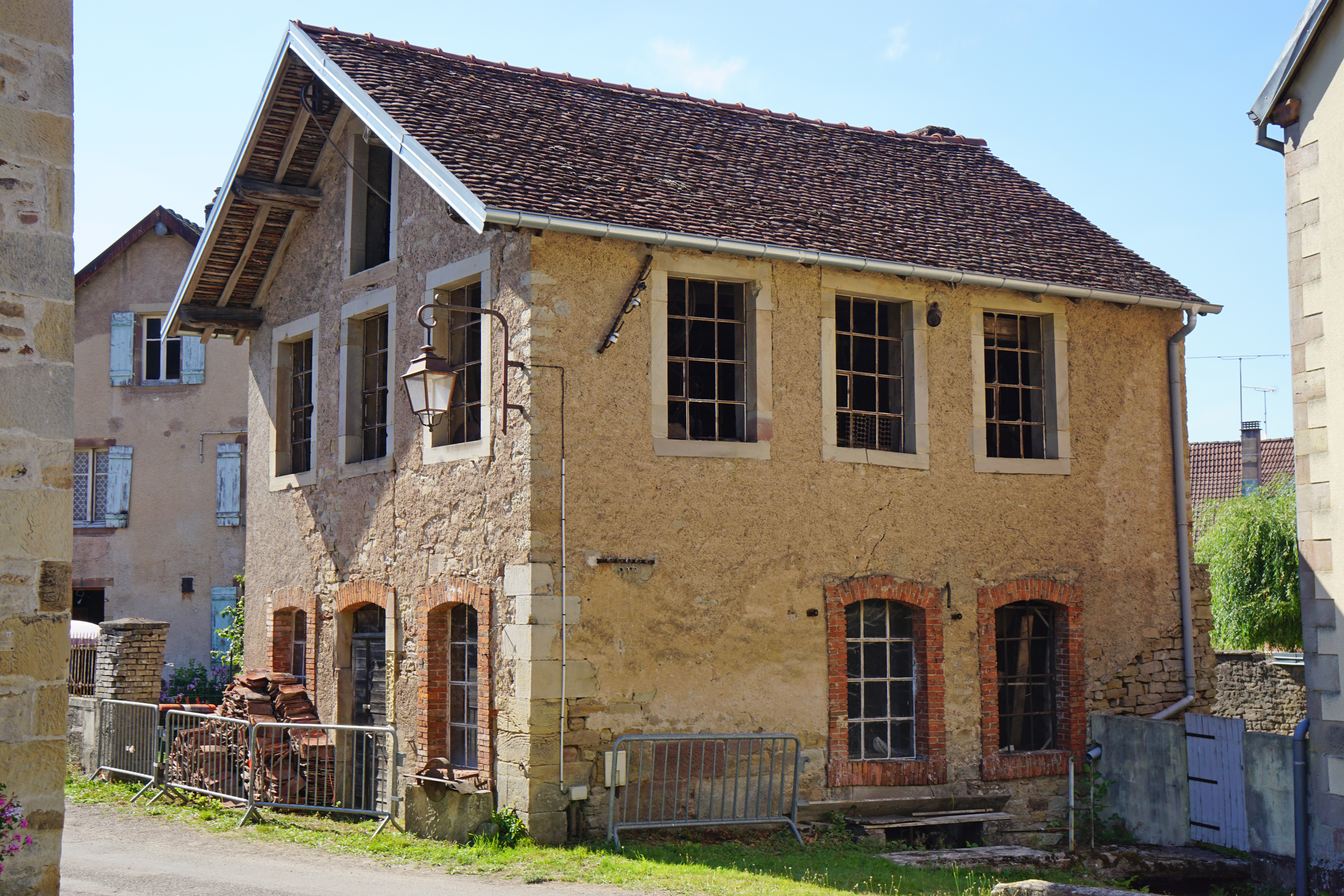
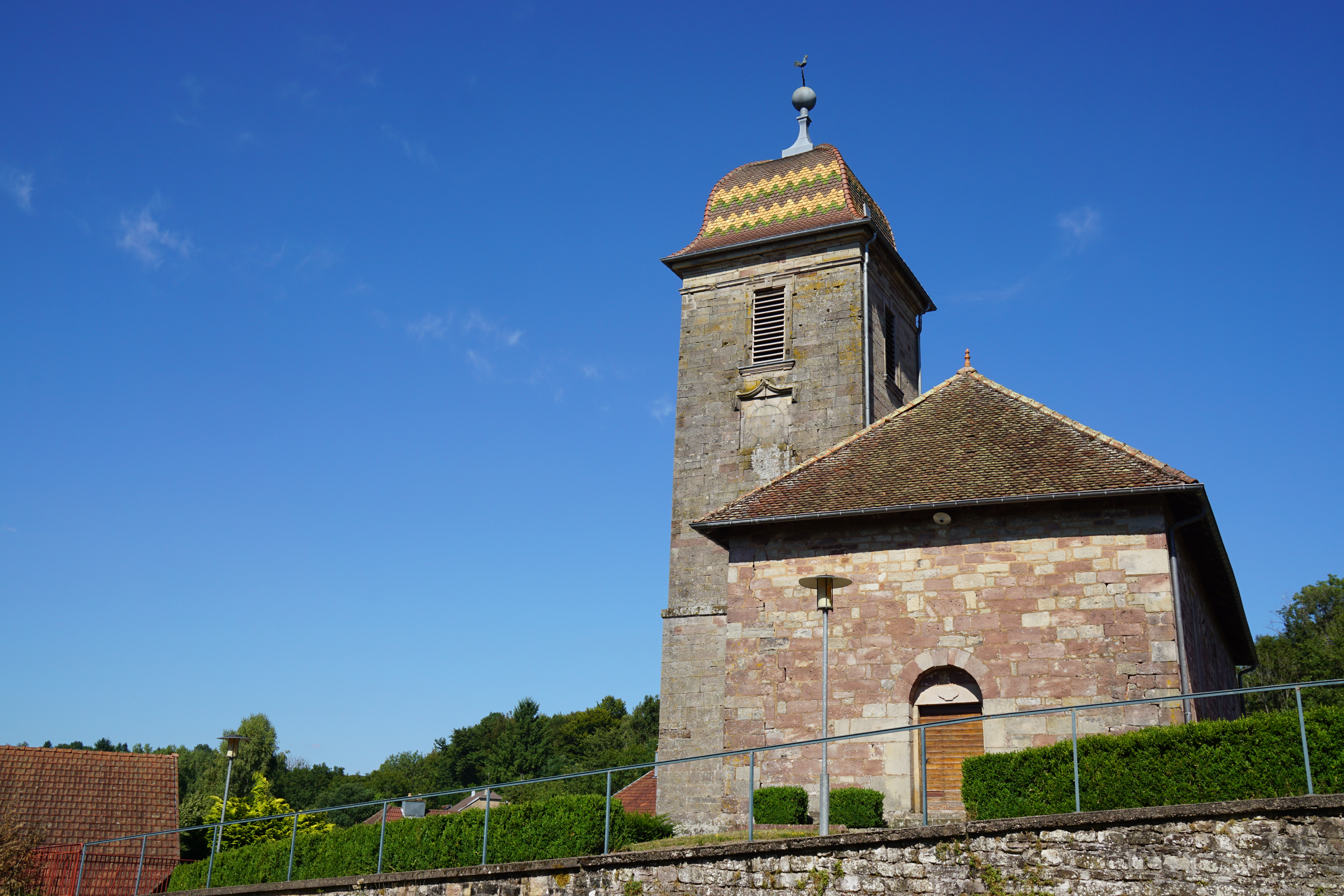
Церква
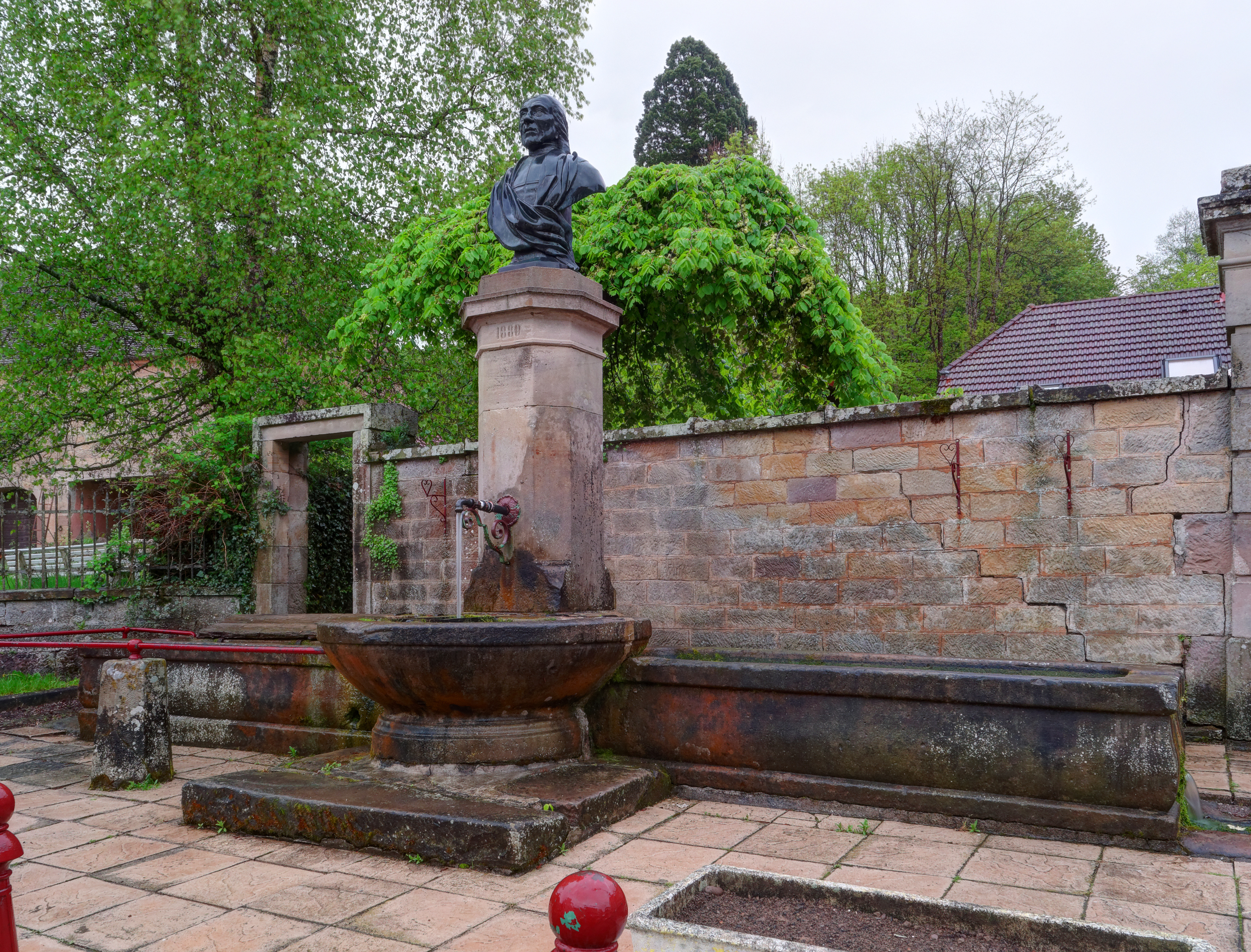
Фонтан
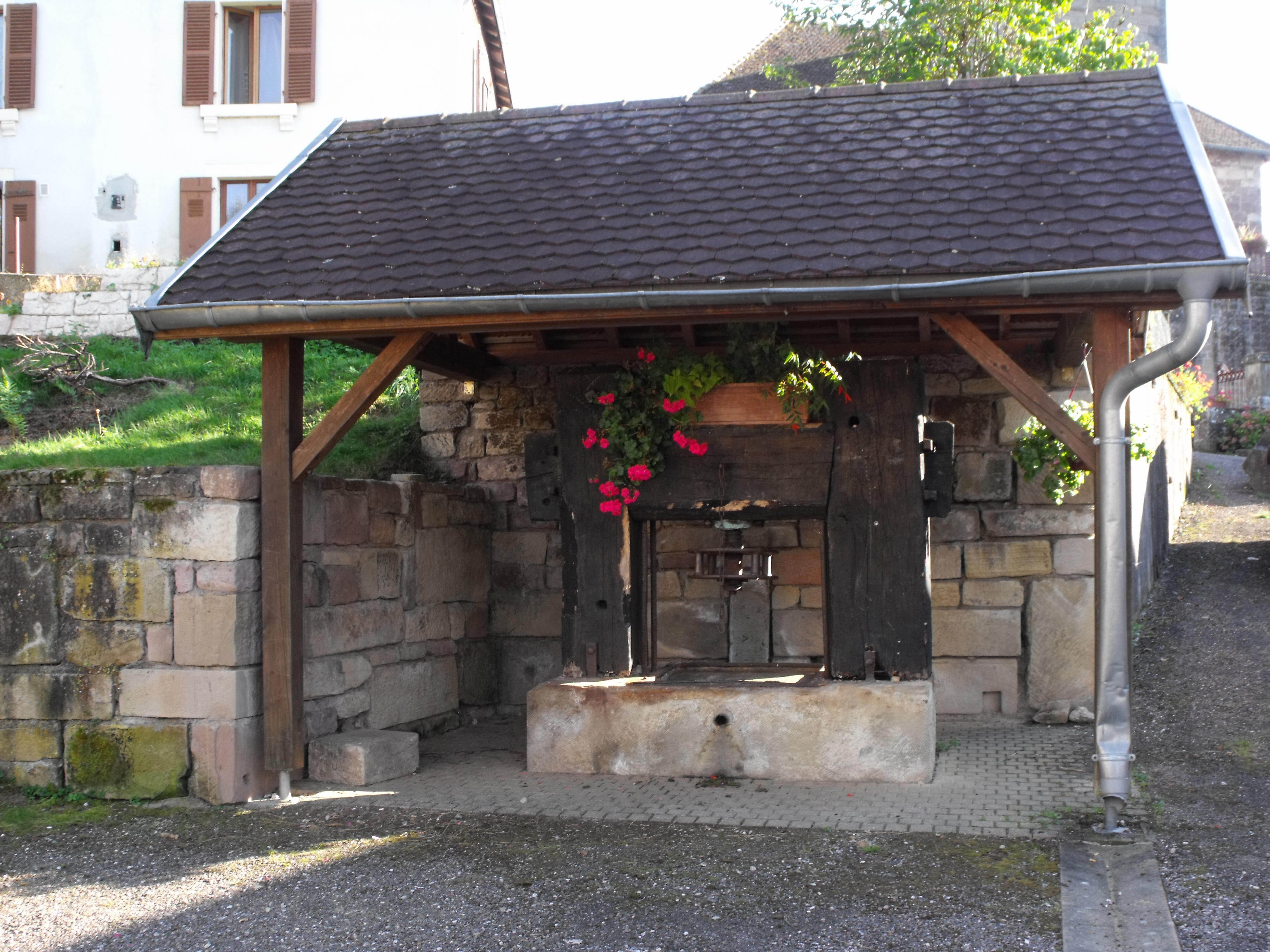
Криниця